# Campodorus picens
Campodorus picens är en stekelart som först beskrevs av Davis 1897.  Campodorus picens ingår i släktet Campodorus och familjen brokparasitsteklar. Inga underarter finns listade.